# 브라이턴앤드호브

브라이턴앤드호브의 위치

브라이턴앤드호브(영어: Brighton and Hove)는 잉글랜드 남부 이스트서식스주에 위치한 도시이자 단일 자치구이다. 중심 도시는 브라이턴이며 면적은 87.54km2, 인구는 273,400명(2011년 기준)이다.

## 같이 보기
- 브라이턴
- 호브